# أولس (إزار)
أولس هي بلدية في إزار في جنوب شرق فرنسا.